# Judá ben Hur
Judá Ben-Hur es un personaje ficticio creado por el escritor estadounidense Lew Wallace en su novela histórica Ben-Hur: A Tale of the Christ, publicada en 1880. Hijo de una prominente familia judía en Judea durante el siglo I d. C., Judá es un joven príncipe comerciante cuya vida cambia drásticamente tras ser traicionado por su amigo romano Mesala y condenado a la esclavitud. Su historia, marcada por la venganza, la redención y un encuentro con Jesucristo, lo convierte en un símbolo de resistencia y fe. El personaje alcanzó fama mundial gracias a la adaptación cinematográfica de 1959, Ben-Hur, dirigida por William Wyler y protagonizada por Charlton Heston, que ganó 11 premios Óscar, incluyendo mejor película. Judá Ben-Hur ha sido interpretado en diversas adaptaciones teatrales, cinematográficas y televisivas, consolidándose como una figura icónica en la literatura y el cine épico.

## Etimología del nombre
El nombre Judá ben Hur deriva del nombre hebreo de uno de los doce gobernadores de distrito del rey Salomón (1 Reyes 4:7-9). También significa 'hijo de lino blanco'. Cuando Wallace presenta a Ben Hur por primera vez, lo describe como un joven de diecisiete años vestido de «fino lino blanco». El autor eligió este nombre bíblico porque era «fácil de escribir, imprimir y pronunciar».

## Biografía del personaje
Judá ben Hur es un príncipe judío hijo de Ithamar y descendiente de una noble familia de Judea. Juzgado por un incidente involuntario sucedido al paso del nuevo gobernador romano, es condenado a galeras, donde pasa varios años. Al terminar una batalla naval contra piratas, salva la vida del comandante Quinto Arrio, quien lo libera y lo adopta como un hijo. Más tarde, Ben Hur se convierte en auriga. Conoce el cristianismo y se convierte en seguidor de Cristo. Se casa con Esther, hija de Simónides, jefe del servicio de la casa de Ben Hur, con quien tiene varios hijos. 
Messala es su amigo de la infancia, pero las circunstancias los llevarán a enemistarse y a acabar compitiendo en una carrera de carros. Su madre y hermana, encarceladas desde el incidente con el gobernador, son liberadas, enfermas de lepra, tras años de vivir en prisión, y son sanadas milagrosamente por Jesucristo.

## Adaptaciones en el cine y la televisión
- Herman Rottger fue el primero en interpretar al personaje en 1907.
- En la película muda de 1925, Ben Hur fue interpretado por Ramón Novarro.
- En la película de 1959 dirigida por William Wyler, Ben Hur fue interpretado por Charlton Heston. En este film, el argumento de la novela se cambia significativamente: Ben Hur se convierte al cristianismo durante la crucifixión de Cristo, mientras que en el libro ya lo era mucho antes; culpa a Roma por convertir a Messala en un hombre cruel y por lo ocurrido con su familia, por lo que rehúsa tener nada que ver con el imperio y pide a Pilatos que devuelva el anillo a su padre adoptivo, Quinto Arrio.
- Charlton Heston repitió su papel en la película de animación de 2003.
- En teatro, Ben Hur fue interpretado por Sebastian Thrun en la obra estrenada en Londres en 2009.
- En la miniserie de televisión de 2010, Joseph Morgan encarna al personaje de Ben Hur.
- En 2016 se rodó una nueva versión de la película, en la cual el personaje fue interpretado por Jack Huston.